# Enki

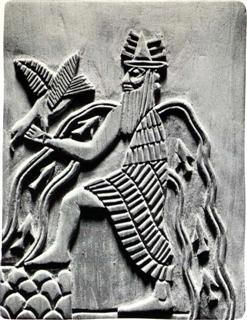
Enki

Enki (son till An och Anum/Nammu, Gift med Ningikusa, far till Ningal) var en sumerisk gud vars namn på akkadiska var Ea. Denne troddes ha sitt huvudsakliga säte i den sydliga mesopotamiska stadsstaten Eridu, och ansågs ha kontroll över sötvattenresurser samt besitta magiska krafter. Han avbildas ofta med två amforor där vattnet till Eufrat och Tigris rinner ut. 
Som vishetsgud gjorde han så att mänskligheten undgick att förgöras helt av den syndaflod, vilken framkallades av gudavärldens missnöje med människorna. Detta genom att berätta för Atrahasis genom en vägg att detta skulle ske.